# Ilja Mihajlovič Douka
Baron Ilja Mihajlovič Douka (rusko Илья Михайлович Дука), ruski general srbskega rodu, * 1768, † 1830.
Bil je eden izmed pomembnejših generalov, ki so se borili med Napoleonovo invazijo na Rusijo; posledično je bil njegov portret dodan v Vojaško galerijo Zimskega dvorca.

## Življenje
Rodil se je v družino srbskih beguncev, ki so se naselili v Kurski guverniji. Leta 1776 je vstopil v vojaško službo; leta 1783 je sodeloval v bojih proti Poljakom in bil povišan v pribočnika generala Ivana Ševiča. Pozneje je sodeloval še v vojni proti Turkom in vstajnikom Tadeusza Kościuskega. 
Nato je sodeloval v Napoleonovih vojnah; v bitki pri Austerlitzu je bil ranjen v glavo. Potem je postal poveljnik 2. kurasirske divizije in pozneje 2. rezervnega konjeniškega korpusa.
Septembra 1826 je bil povišan v generala in 17. februarja 1827 je bil upokojen zaradi zdravstvenih razlogov.